# Veronique Marrier D'Unienville
Veronique Marrier D'Unienville, född 18 juli 1967, är en mauritisk bågskytt. Han deltog vid olympiska sommarspelen 2008.